# Sprechgesang

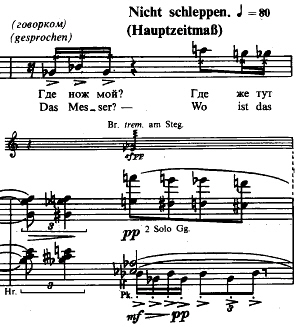
Exemple de rédaction Sprechstimme : Berg. Wozzeck (clavier, fragment de l'acte III).

Le Sprechgesang (/ˈʃpʁɛç.ɡə.ˌzaŋ/) est un style de récitation à mi-chemin entre la déclamation parlée et le chant, inventé par Engelbert Humperdinck dans son opéra Königskinder (« Les Enfants royaux », 1897), dans lequel il est anecdotique, mais surtout connu pour avoir été utilisé pleinement par Arnold Schönberg dans le Pierrot lunaire, qui reste considéré comme la première œuvre « 100 % Sprechgesang ». De l'allemand « chant parlé », il est défini d’une manière assez peu précise : ce traitement de la voix pose en effet de nombreux problèmes techniques (notamment pour la notation) et stylistiques, qui prêtent aujourd'hui encore à des controverses. Le Sprechgesang constitue un apport notable à la musique contemporaine.

## Œuvres classiques dans lesquelles on retrouve leSprechgesang
- Pierrot lunaire (1912) d'Arnold Schönberg.
- Wozzeck (1914-1921) d'Alban Berg.
- Œdipe (1910-1931) de Georges Enesco.
- Die Soldaten (Les Soldats) (1965) de Zimmermann.
- L’Épiphanie (1961) de Luciano Berio.
- Stimmung (1968) de Karlheinz Stockhausen.

## Textes traitant duSprechgesang
- Boulez : Dire, jouer, chanter in Points de repère, 1981.

## Influences
Ce style va influencer de nombreux artistes contemporains comme Arnold Schönberg.